# 소지환
소지환(蘇持煥, 1973년 6월 3일~) 대한민국의 가수, 싱어송라이터 겸 태권도 사범이다. 본관은 진주 소씨이다.

## 생애

### 태권도 사범 활동
서울 미동초등학교 어린이 국가대표시범단 시절 영화배우 김혜수 등과 함께 국위선양을 활발하게 하였고, 용인대학교 무도대학 태권도학과, 중앙대 교육대학원 교육학과를  졸업한 후 독일 마이스터 우어쿤데(International Instructor) 과정을 수료하여 국제사범으로 독일 및 유럽무대에서 활동하였다.
베를린레어강 7회연속 초청강연, 뮌헨레어강 18회 연속 출강 등 독일, 이탈리아, 프랑스 등 유럽 8개국에 100 여 차례 초청 출강하였으며, 한국에서도 마이스터소의 스페셜 음악창작품새라는 세미나를 직접 주관 및 강연하는 등 전국적인 활약을 하고 있다.
2007 헝가리 부다페스트 세미나와 2008~2013 연속 로마, 브린디시, 시칠리아, 그리스 아테네, 올림피아, 슬로바키아 코시체 세미나 강연 때는 해당국가 공중파TV에 방송이 된 바 있으며, 체코 프라하, 오스트리아 비엔나, 짤즈부르크에 8회 연속 태권도 문화교류단장으로 활동하였다.

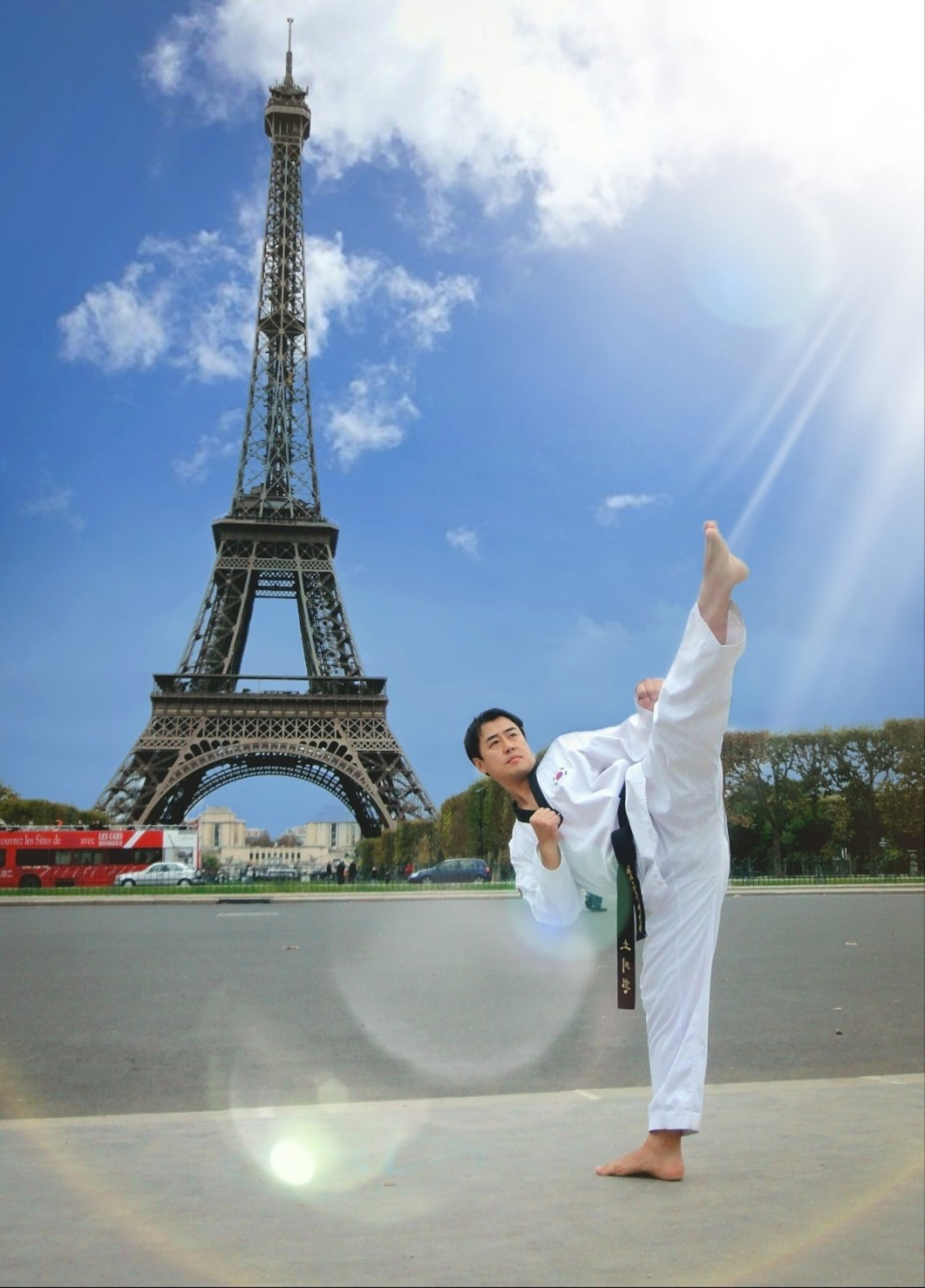
태권도 사범 활동

미국 메사츄세츠, 아이오와주 순회특강을 한바 있는 소지환 관장은 최근 프랑스 파리 특강과 중국 베이징 태권도연합회 초청세미나에서 특강을 하고 북경소림무술학교와 무술교환협약을 맺는 등 지속적인 국제교류를 통해 글로벌 태권도 발전에 기여하기로 하였다.
한편 전 세계에 가장 많이 진출해있는  태권도메카이자 모교인 용인대학교 대학원에서 박사과정을 마친 소지환관장은 현재 지태2부 품새선수로 활약하며 평생수련의 실천과 도전정신을 바탕으로 국내 및 국제대회에 꾸준히 출전하고 있다.

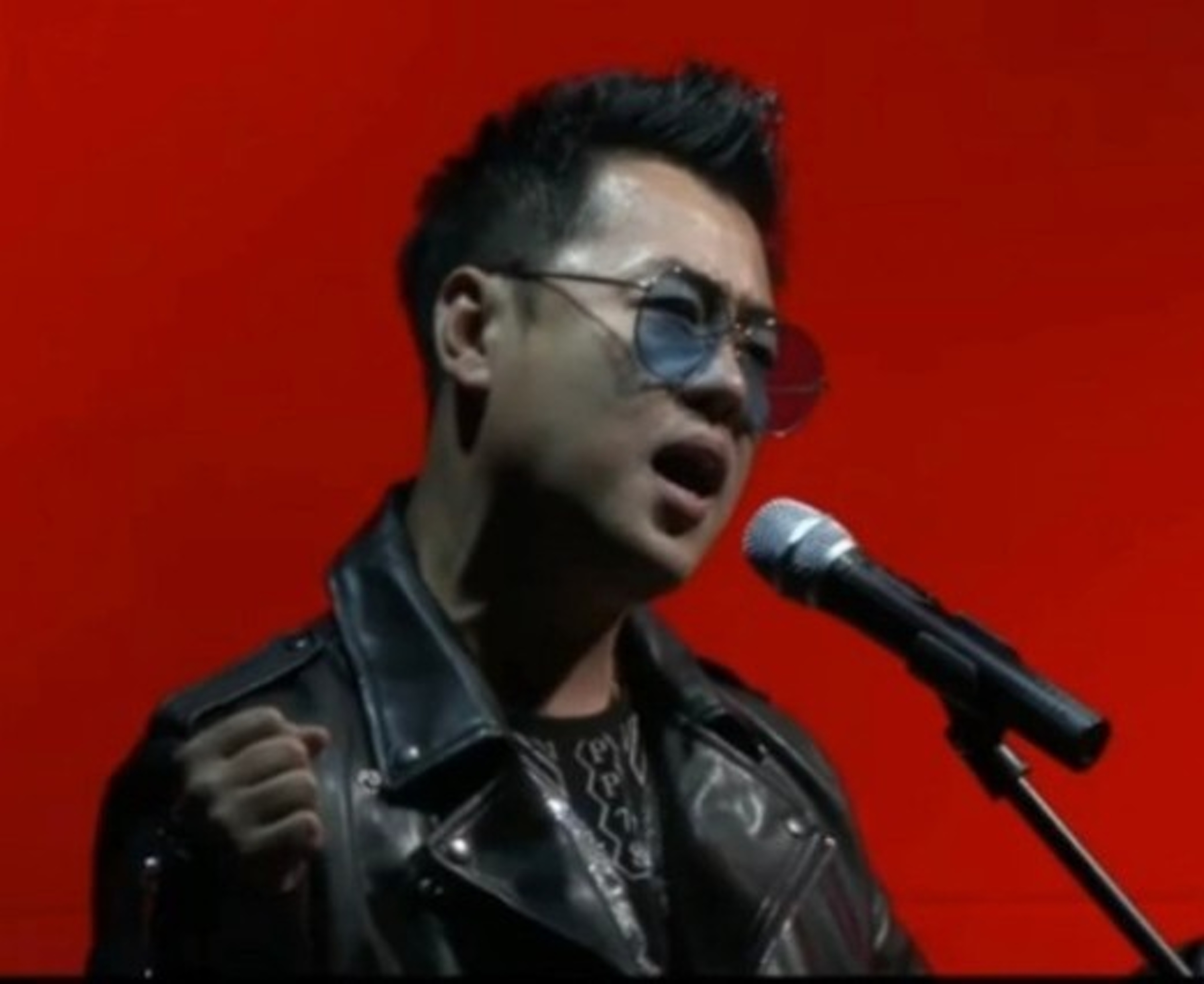
싱어송라이터 활동

### 가수 활동
유년시절부터 태권도를 수련하며 시범단활동을 해온 소지환은 노래에도 관심이 많았다. 6학년이 되던 1985년 우연히 라디오를 통해 들은 주현미의 [비내리는 영동교]에 꽂혀 카세트테입이 늘어질 정도까지 듣고 따라한 결과 변성기 전 미성으로 주현미의 창법을 완성도 높게 습득하게 되었다. 6학년 3반[담임 이진형] 학급 발표회는 물론 각 반을 돌며 [비내리는 영동교]를 불렀고 이후 [울면서 후회하네]까지 연습하여 중학교 진학 이후에도 이곳저곳을 돌며 주현미 노래를 공연하였다.
고등학교 진학 이후 변성기를 맞으며 변진섭, 이승철, 이승환 등의 노래를 연습하며 기타연주까지 독학하게 되어 고등학교 1학년때인 1989년 서울 중구청장배 청소년가요제에서 이승환의 [텅빈 마음]을 통기타연주와 함께 불러 1등을 하면서 노래의 세계로 입문하게 되었다.

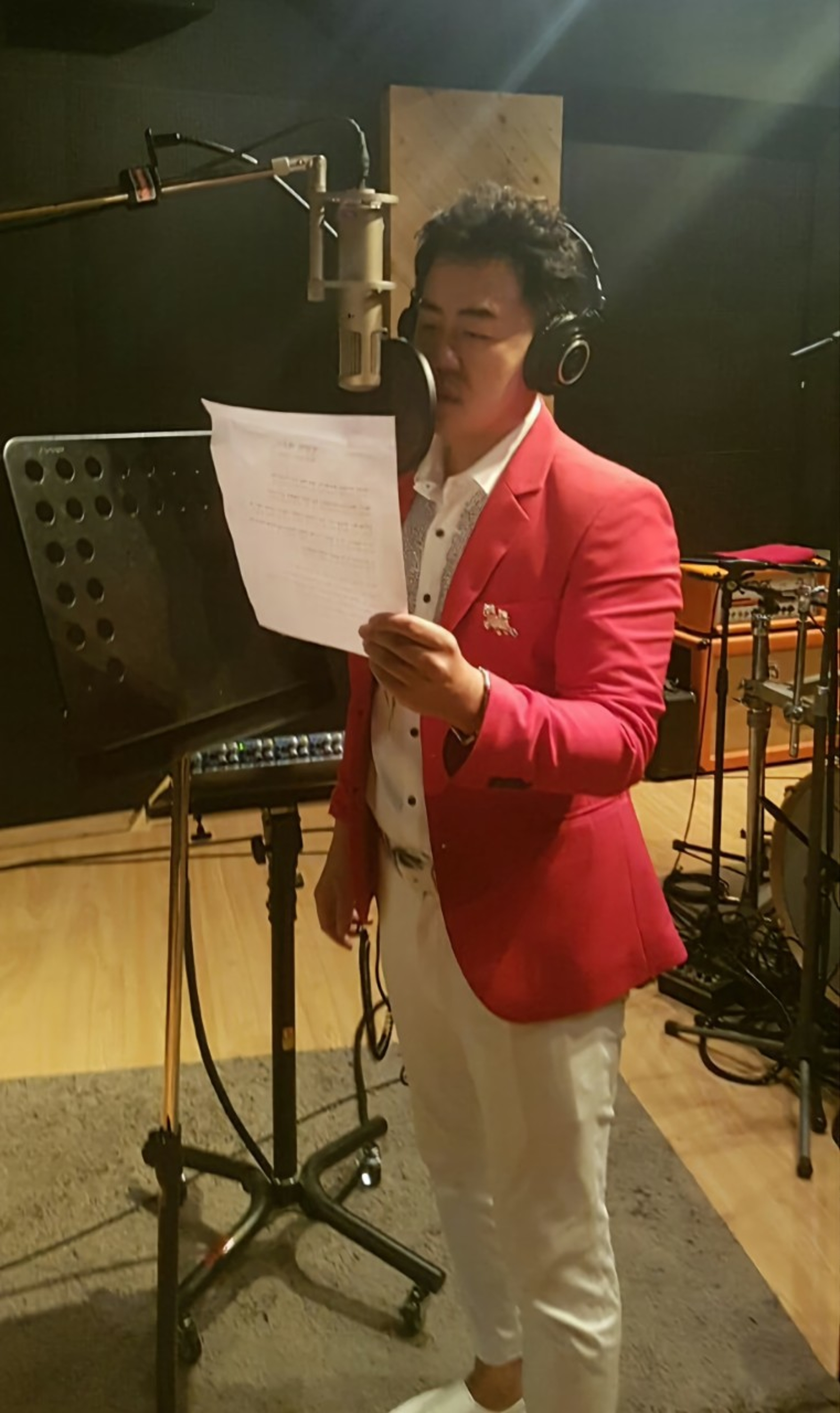
싱어송라이터 소지환

대학진학 이듬해인 1993년에는 처음으로 공중파 TV[KBS]에서 김종서의 [겨울비]로 얼굴을 알리며 본격적으로 자신감을 얻게 된 소지환은 군대시절 성남비행장에서 국군의날 행사연습 중 국군방송에서 주관한 위문열차 전군노래자랑(1994년) 참가하여 설운도의 [다함께 차차차]를 불러 1등을 수상하였다.
1993년에는 서울 신촌에 소재한 락카페 "스페이스"의주말 노래대회에 참가하여 4주연속 1등을 하여 경연 금지 통보를 받은바 있다.
2005년에는 태권도관장시절 MBC에서 주관하는 설날특집 팔도모창가수왕에 참가하여 김종서의 [그래도 이제는]을 불렀는데 리허설 때는 심사위원[김흥국,장윤정,현미 등]을 비롯한 방송관계자들이 대상을 예상했으나 본선녹화에서 실수를 하는 바람에 동상을 수상하고 MBC아침생방송 [사랑향기 폴폴]에 출연하여 특유의 예능감과 입담을 드러내며 본격적인 활동에 돌입하게 되었다.

## 학력
- 서울미동초등학교 졸업
- 환일중학교 졸업
- 환일고등학교 졸업
- 용인대학교 태권도학과 졸업
- 중앙대학교 교육대학원 졸업
- 용인대학교 대학원 박사과정 수료

## 앨범
- 2017년 당당한 인생[2][3][4]
- 2017년 영원한 태권도
- 2018년 소중한 내여자
- 2018년 아모르파티/영원한태권도
- 2019년 엄마
- 2020년 행복하길
- 2022년 아재총각

## 경력
- 1984년 미동초등학교 어린이국가대표 태권도시범단
- 1992년 용인대학교 태권도시범단
- 1994년 해병대1사단/사령부 태권도조교
- 1996년 과천중앙태권도장 수석사범
- 1999~2014년 용인대중앙태권도장 관장
- 2002~2016년 독일 뮌헨 오스터/헤릅스트레어강 태권도강사
- 2003~2012년 독일 하이덴하임, 트라운슈타인, 바드아디블링 태권도강사
- 2003~2010년 독일 베를린 태권도레어강 초청강사
- 2003년 미국 메사츄세츠, 아이오와주 태권도협회 초청강사
- 2004~2010년 독일 다카우칼스펠트,오스트알브, 페어라인 초청강사
- 2005년 독일 바이에른 뮌헨 빌헬름 고등학교 초청강사
- 2005년 서울환일고등학교 교생 및 명예교사
- 2005년 과천경찰서 청소년선도위원
- 2005년 법무부과천시 범죄예방위원회 위원
- 2005년 과천시 해병대전우회 기동대원
- 2006년 산마리노공화국 태권도협회 초청강사
- 2006년 이탈리아 시칠리아 태권도협회 초청강사
- 2007년 과천문원초등학교 체육교사
- 2007년 그리스 아테네, 코스태권도협회 초청강사
- 2007년 헝가리 부다페스트 태권도협회 초청강사
- 2007년 슬로바키아 코시체태권도협회 초청강사
- 2008년 중국 베이징 태권도협회 초청강사
- 2008~2010년 이탈리아 로마,브린디시 태권도협회 초청강사
- 2008년 과천시 소방서구급대 호신술강사
- 2009년 과천중학교 태권도강사
- 2010~2013년 한국무예신문 기자
- 2008년 캐나다 wca국제학교 태권도 강사
- 2008년 고려대학교 학군단 태권도교관
- 2009년 수원대학교 한국단 태권도교관
- 2011년 과천시 청소년 수련관 강사
- 2011년 과천시 태권도연합회 회장[5]
- 2012년 프랑스 파리 태권도아카데미 초청강사
- 2012년 국제대학교 전문사관학부 강사
- 2013년 국제대학교 레저스포츠학부 강사
- 2013년 고비원주 음악품새연수소 소장
- 2013년 고비원주 태권도선수단 사무총장
- 2017년 재단법인 나비효과재단 홍보대사
- 2017년 법무복지공단 여성기술교육원 홍보대사
- 2017년 대한가수협회 정회원
- 2017년 한국음악실연자연합회 정회원
- 2017년 함께하는 음악저작인협회 정회원
- 2017년 한국예술인복지재단 정회원
- 2021년 태권도진흥재단 파견강사
- 2021년 서울전동중학교 태권도강사
- 2023년 세계평화위원회 홍보대사
- 2024년 (주)네이처포레나 전속모델
- 2025년 (주)CJINV 이사

## 수상
- 1989년 중구청장배 청소년 가요제 1위
- 1993년 KBS 청춘스케치 노래자랑 우승
- 1994년 국군방송 전군노래자랑 1위
- 2001년 창원 트윈타워가요제 1위
- 2005년 MBC팔도모창가수왕 동상
- 2017년 대한민국 나눔대상 대상
- 2017년 나비효과재단 가요부문 대상
- 2017년 한국소상공인지원센터 문화발전진흥 대상
- 2018년 국회태권도연맹 국회의원 표창
- 2018년 사회공헌대상
- 2019년 KBS 아침마당 나도가수왕 수상
- 2022년 제1회 청와대국민가요제 최우수상
- 2022년 제20회 대한민국 환경문화대상 가요대상
- 2023년 세계한류대상 대상
- 2024년 대한민국을 빛낸 자랑스런 인물대상 문화예술부문 대상
- 2024년 UN세계평화대회 공로상
- 1992년 세계태권도한마당 종합격파 우승
- 2012년 문화체육부장관기 생활체육태권도대회 금메달
- 2013년 국무총리기 생활체육태권도대회 금메달
- 2014년 세계태권도문화엑스포 A매치 태권도대회 금메달
- 2014년 전주오픈국제 태권도대회 금메달
- 2014년 여성태권도연맹회장기 전국태권도대회 은메달
- 2014년 경주코리아오픈 국제태권도대회 동메달
- 2015년 대한태권도협회장배 전국태권도대회 동메달
- 2016년 한국실업연맹회장기 전국태권도대회 은메달
- 2016년 계명대학교 총장기 전국태권도대회 은메달
- 2017년 신한대학교총장기 전국태권도대회 금메달
- 2017년 전주오픈 국제태권도대회 금메달
- 2019년 김운용컵 국제오픈태권도대회 동메달

## 창작 및 작품활동
- 전 앨범 전곡을 작사작곡으로 음반발매
- 태권도(8단)현역 품새선수 최초 대중가요형식의
- 자작곡 태권도노래 "영원한 태권도" 발매
- 한국 트로트계 최초 클래식샘플링 기법작곡
- 베토벤 비창소나타 8번 3악장 [소중한 내여자]
- 2017년 작사/작곡 [당당한 인생]
- 2018년 작사/작곡 [영원한 태권도]
- 2018년 작사/작곡 [소중한 내여자]
- 2018년 작사/작곡 [아재총각]
- 2019년 작사/작곡 [엄마]
- 2019년 작사/작곡 [깊어지는 마음]
- 2020년 작사/작곡 [행복하길]